# Zaróslovo
Zaróslovo (en rus: Зарослово) és un poble de l'óblast de Vladímir, a Rússia, segons el cens del 2012 tenia 25 habitants. Pertany al districte municipal de Múrom.